# William S. Cleveland
Pour les articles homonymes, voir Cleveland (homonymie).
William Swain Cleveland II (né en 1943) est un informaticien américain et professeur de statistique et professeur d'informatique à l'Université Purdue, connu pour ses travaux sur la visualisation de données, en particulier sur la Régression non paramétrique et la Régression locale.

## Biographie
Cleveland obtient son B.A. en mathématiques au milieu des années 1960 à l'Université Princeton, auprès de William Feller. Pour ses études de doctorat en statistique, il part à l'Université Yale, où il obtient son diplôme en 1969 sous Leonard Jimmie Savage,.
Après avoir obtenu son diplôme, Cleveland commence chez Bell Labs, où il est membre du personnel du département de recherche statistique et chef de département pendant 12 ans. Finalement, il part à l'Université Purdue, où il devient professeur de statistique et professeur d'informatique. En 1982, il est élu membre de l'American Statistical Association.
Ses recherches portent sur les domaines de la "visualisation des données, des réseaux informatiques, de l'apprentissage automatique, de l'exploration de données, des séries chronologiques, de la modélisation statistique, de la perception visuelle, des sciences de l'environnement et de la désaisonnalisation". Cleveland est crédité d'avoir défini et nommé le domaine de la science des données, ce qu'il fait dans une publication de 2001.

## Publications sélectionnées
- Cleveland, William S. The elements of graphing data. Monterey, Californie : Wadsworth Advanced Books and Software, 1985.
- Cleveland, William S. Visualizing data. Hobart Press, 1993.

- Cleveland, William S. " Régression robuste localement pondérée et nuages de points de lissage ." Journal de l'association statistique américaine 74.368 (1979): 829–836.
- Cleveland, William S., et Robert McGill. " Perception graphique : théorie, expérimentation et application au développement de méthodes graphiques ". Journal de l'association statistique américaine 79.387 (1984): 531–554.
- Cleveland, William S., et Susan J. Devlin . "Locally weighted regression: an approach to regression analysis by local fitting" Journal de l'Association statistique américaine 83.403 (1988): 596–610.
- Cleveland, William S., Eric Grosse et William M. Shyu. "Local regression models." Modèles statistiques dans S (1992): 309–376.